# Travagliato
Travagliato (Traaiàt in dialetto bresciano) è un comune italiano di 13 946 abitanti della provincia di Brescia e situato a sud-ovest del capoluogo, in Lombardia.
Lo stemma del territorio è rappresentato con una lancia d'argento a due colori di fondo; a sinistra blu, a destra bianco. Chiamata anche la Cittadella del cavallo, ospita annualmente alcune feste tra cui l'annuale fiera Travagliatocavalli tra i mesi di aprile e maggio.

## Geografia fisica

### Territorio
Il territorio di Travagliato ha un'estensione di circa 17,80 chilometri quadrati. È interamente pianeggiante e la sua altitudine oscilla tra un minimo di 110 ed un massimo di 145 m s.l.m.. Molte industrie si sono sviluppate attorno alla cittadina, soprattutto nella zona nord-est.
La campagna è irrigata dagli spagli delle seriole Travagliata e Vecchia di Chiari.
Confina con i comuni di Ospitaletto, Cazzago San Martino, Castegnato, Rovato, Torbole Casaglia, Berlingo e la sua frazione Berlinghetto, Lograto, Roncadelle.
La sua Classificazione sismica rientra nella zona 3 (sismicità bassa), Ordinanza PCM n. 3274 del 20/03/2003.

### Clima
Il clima a Travagliato è caldo e temperato, con piovosità significativa durante tutto l'anno. Il clima è di tipo subtropicale umido ed essendo ubicato nella Pianura Padana presenta inverni rigidi ed estati calde e particolarmente afose a causa dell'elevata umidità relativa (in media del 75,1%). 
La temperatura media annuale è di 13,1 °C, essendo luglio il mese con temperature più alte (28,1 °C) e gennaio il mese con temperature più basse (-0,5 °C).
La piovosità media annuale è di 1077 mm. In particolare le piogge sono più scarse nel mese di gennaio (54 mm) e più abbondanti nel mese di novembre (122 mm).
Nei mesi di autunno e inverno è presente il fenomeno della nebbia che si manifesta soprattutto negli ultimi mesi dell'anno, come le frequenti gelate. 
Le precipitazioni nevose sono abbastanza rare e concentrate soprattutto nei primi mesi dell'anno.
| [ 8 ]               | Mesi | Mesi | Mesi | Mesi | Mesi | Mesi | Mesi | Mesi | Mesi | Mesi | Mesi | Mesi | Stagioni | Stagioni | Stagioni | Stagioni | Anno  |
| [ 8 ]               | Gen  | Feb  | Mar  | Apr  | Mag  | Giu  | Lug  | Ago  | Set  | Ott  | Nov  | Dic  | Inv      | Pri      | Est      | Aut      | Anno  |
| ------------------- | ---- | ---- | ---- | ---- | ---- | ---- | ---- | ---- | ---- | ---- | ---- | ---- | -------- | -------- | -------- | -------- | ----- |
| T. max. media (°C)  | 6,8  | 8,7  | 13,4 | 17,3 | 21,6 | 26,1 | 28,1 | 27,7 | 22,7 | 17,5 | 11,8 | 7,3  | 7,6      | 17,4     | 27,3     | 17,3     | 17,4  |
| T. min. media (°C)  | −0,5 | −0,1 | 2,7  | 6,5  | 11,0 | 15,7 | 18,3 | 18,4 | 14,7 | 10,6 | 5,6  | 0,8  | 0,1      | 6,7      | 17,5     | 10,3     | 8,6   |
| Precipitazioni (mm) | 54   | 58   | 68   | 93   | 104  | 100  | 86   | 95   | 115  | 116  | 122  | 66   | 178      | 265      | 281      | 353      | 1 077 |

- Classificazione climatica: zona E, 2 446 GG[9]

## Storia
Il nome del comune segnala la presenza di tre strade, o più semplicemente come aggettivo Travagliato, di difficile realizzazione. Per i veneziani della Serenissima il comune era Travaleado poi Travajado e adesso Travagliato.
La città fu un vicus varius comprovato dai documenti del periodo medioevale anteriore al Mille, nei quali si leggono i nomi di Treviade e di Tiviado. La parte iniziale dei nomi (Tre, Tri) è una contaminazione dal latino tres (= tre), o inter (= fra), e può dimostrare che il paese è sorto alla confluenza di vie vicinali, o fra vie vicinali. La parte terminale ade (= ado), nell'alto medioevo si dava a tutti i paesi di origine rurale. Il cambio del nome da Treviade in Travaleado è visibile dai documenti del XIV secolo.

### Simboli
Lo stemma e il gonfalone sono stati concessi con decreto del presidente della Repubblica del 16 novembre 1967.
(D.P.R. del 16 novembre 1967)
Il gonfalone è un drappo partito di bianco e d'azzurro.

## Monumenti e luoghi d'interesse

### Architetture religiose

#### Duomo dei Santi Pietro e Paolo
Le origini della chiesa dei Santi Pietro e Paolo Apostoli si possono collegare con l'ingresso dei monaci benedettini nel territorio di Travagliato. Infatti i monaci del monastero di San Faustino Maggiore di Brescia e quelli di San Pietro in Monte Ursino di Serle presero possesso delle terre in Travagliato rispettivamente nei secoli IX e XI.
La chiesa fu costruita ove si trova tuttora, dando le spalle alla piazza con la Torre Civica.
Nel 1053 la Chiese di Treviade, nome antico di Travagliato, porta il nome di San Pietro ed è citata per la prima volta nei documenti dell'epoca. Per trovare altre citazioni della chiesa bisogna giungere nel periodo visconteo (1329-1426).
Solo in anni abbastanza recenti, nel corso del penultimo restauro del tetto, è finalmente uscito il nome dell'autore dell'architettura; infatti tra la volta e il tetto si legge:
ANTO./CORBELLIN/F. di Antonio Corbellini.»
L'edificio attuale fu riedificato nei primi anni del secolo XVIII ed era giunto alla fine dei lavori nel 1713 con il completamento del tetto. L'architettura barocca della chiesa viene ripetuta sia all'esterno che in particolare all'interno di essa. Tale sistema decorativo non viene rispettato per quanto riguarda la facciata in cotto, non finita, che risulta ben distinta dal resto della struttura.
Gli altari presenti risalgono al tardo Ottocento, mentre gli affreschi sono di diverse epoche e stili (Settecento, Ottocento, neoclassicismo e barocco).
I sei altari laterali in marmo policromo, tre per parte, sono inseriti in altrettante brevi cappelle con arco d'ingresso altissimo, che è lo stesso motivo presente nella struttura del presbiterio, dominato da una finta cupola nella quale è affrescata la scena della Gloria dei santi Pietro e Paolo in Paradiso. Il primo altare venne eretto nel 1400 e dedicato a San Vincenzo Ferreri. Nel 1467 fu istituito l'altare di San Bernardino. L'altare di Sant'Antonio fu eretto nella chiesa e dotato di cappellania nel 1529. Degli altari della SS. Croce e del SS. Corpo di Nostro Signore si hanno notizie dal 1540, di quello del Santo Rosario e di San Carlo dal 1648 e di quello dell'Immacolata nel 1737.
Nel 2007 sono stati ristrutturati il tetto e la facciata.

#### Chiesa di Santa Maria dei Campi

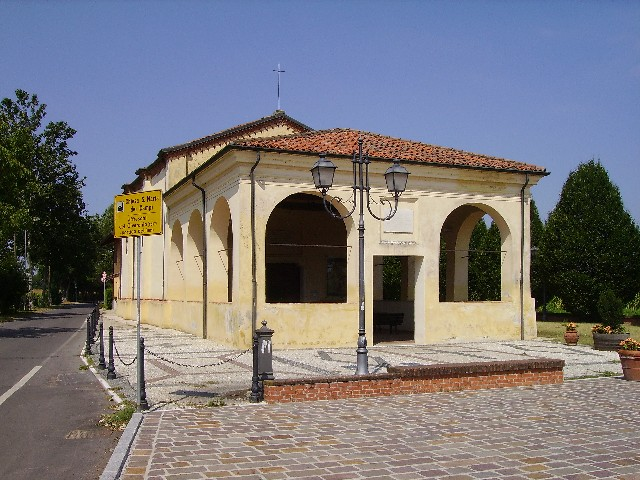
Chiesa di Santa Maria dei Campi

La piccola chiesa di Santa Maria dei Campi, edificata nel XIV secolo e recentemente restaurata, presenta affreschi del pittore Vincenzo Civerchio da Crema, tra cui il dipinto l'Assunzione di Maria al Cielo, del 1517, e la Pietà della facciata, dello stesso anno.
La chiesa ha avuto nel corso dei secoli nomi diversi. Il più antico è quello di Santa Maria in Bertachiara, che ebbe fino al 1568; fu poi denominata Oratorio campestre di Santa Maria per poi diventare Santa Maria dei Campi.
La chiesa è la più antica del comune ed è costituita da una sola navata divisa in tre campate da due arconi a sesto acuto collegate all'abside quadrangolare con un ulteriore arco a tutto sesto. Tali archi acuti che reggono il tetto a vista della navata appartengono al Quattrocento e allo stile del gotico padano.
Il portico è stato edificato nel XVI secolo e presente forme simili a un protiro.
Ogni 15 agosto viene celebrata la liturgia dell'Assunta.
Indirizzo: via Santa Maria dei campi 40.

#### Chiesa della Vergine di Lourdes

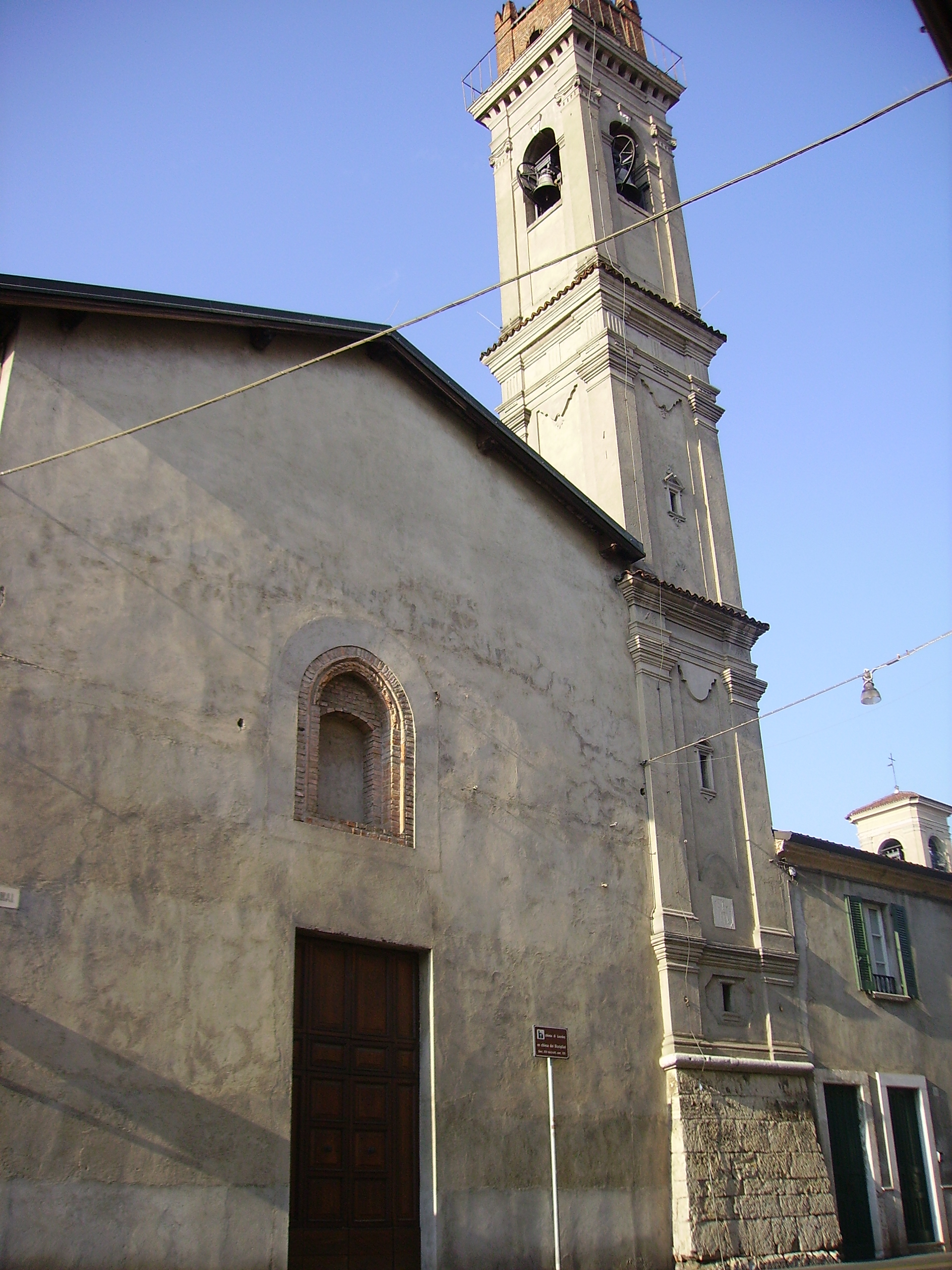
Chiesa di Lourdes

La fondazione della chiesa risale al secolo XIV, come Disciplina, cioè come luogo di raccolta e devozione dei confratelli chiamati Disciplini Bianchi per via del loro abito.
Nel 1798 la Disciplina fu sciolta ed i suoi beni vennero incamerati dalla Repubblica Cisalpina.
Oggi, a ricordare l'antica Disciplina, resta solamente l'affresco dell'Annunciazione sul muro esterno dell'abside della chiesetta dedicata alla Madonna di Lourdes.
Sopra la porta principale d'entrata presenta una finestra ad arco ogivale, in cotto.
Sul campanile esterno c'è una piccola insegna in marmo sulla quale è scolpita l'effigie dei flagellanti.
Agli inizi del Novecento cambiò il nome in chiesa della Madonna di Lourdes e fu aggiunta al suo interno una riproduzione della grotta di Massabielle.
L'apice della sua torre campanaria presenta una fattura di tipo tardo Medioevale, in particolare i quattro merli che la coronano, anche se fu costruita in concomitanza a quella della parrocchiale nel 1753 e alla base ne ripete lo stile.

#### Chiesa di Santa Maria del Suffragio
L'edificio fu eretto tra il 1675 e il 1684 e i lasciti di costruzione erano pervenuti alla confraternita dei Suffraganti a partire dal 1663.
La facciata, rimasta intatta, è sormontata da un timpano triangolare cui sono stati sovrapposti tre pinnacoli in pietra di Botticino, di cui il centrale ne sostiene la croce.
L'interno presenta una navata unica centrale.
Il campanile è formato da tre ordini sovrapposti come in quello della "Disciplina" e della "Parrocchiale", con una sorta di cupola al suo apice.

#### Chiesa di San Carlo ai Finiletti
Il piccolo Oratorio, che sorge nella campagna nella quale prende la denominazione la cascina stessa, presenta dei caratteri di un Settecento classicheggiante sorto dopo l'anno 1716.
Lo scopo della sua realizzazione era quello di offrire alla gente della campagna la messa domenicale poiché era assai disagevole recarsi in paese a quel tempo, stante che la strada era ad un livello inferiore rispetto all'attuale e spesso impraticabile.
La pianta è assai ben delineata e l'intera struttura fu ultimata verso la fine del Settecento, con una sagrestia sul lato destro del presbiterio e un piccolo campanile ad un'arcata.
Essa è dedicata all'arcivescovo di Milano san Carlo Borromeo.
La forma architettonica dell'edificio è barocca, tipica dell'epoca in cui era sorta. La facciata è rinchiusa fra due lesene sovrastate da una trabeazione e da un timpano al cui vertice si erge una croce in ferro battuto.
Un portale in marmo di Botticino dà accesso all'interno, costituito da una navata e da un piccolo presbiterio, illuminato da quattro finestre.
La campana sulla quale è indicato; "Gaietanus Soletti fecit A.D. MDCCLXXIII", all'epoca della requisizione dei bronzi da parte del governo fascista, fu prelevata dai Finiletti e posta sul campanile della parrocchiale, ove tuttora è collocata.

#### La Chiesa-Oratorio di San Gaetano
L'architettura di questo edificio appartenente al Palazzo già Rampinelli e presenta i caratteri del Settecento bresciano.
La cappella gentilizia è del 1731.
L'edificio sacro, che si affaccia su via Santa Caterina da Siena, presenta una facciata barocchetta caratterizzata da lesene, da un piccolo frontone inflesso, da una finestra quadrilobata e da doppie volute svasate e sormontate da obelischi.
Presenta una pianta rettangolare a unica navata. Al di sopra dell'unico altare è stata realizzata una cornice di gusto barocchetto a linee inflesse e spezzate. Al centro di tale incorniciatura è collocata una raffigurazione della Madonna con san Gaetano.

#### La chiesa di Fatima
Questa chiesetta, costruita negli anni '80 in onore della Madonna di Fátima, è collocata nella zona est di Travagliato sita nel piazzale di via Paolo VI.
L'intera struttura è opera del geometra Baldini. Presenta una navata unica e facciata a timpano in cemento che si conclude con sei pilastri di scarico a terra.
La pianta è a base rettangolare. Il pavimento e alcune finiture apportate sono in marmo di Carrara.
L'unico altare presente, collocato in conclusione dell'abside bombato, è stato ricavato da quello della vecchia cappella della ex casa di riposo in via Don Angelo Colombo, anch'esso interamente in marmo intarsiato.
Al centro della navata si erge un lampadario costituito da tubolari in vetro di Murano.
La sagrestia è stata edificata assieme all'intera struttura ed è collocata alla sinistra di essa assieme al campanile.
La chiesetta è utilizzata nel mese di maggio per la preghiera alla Madonna.

### Architetture civili

#### Il Palacittà

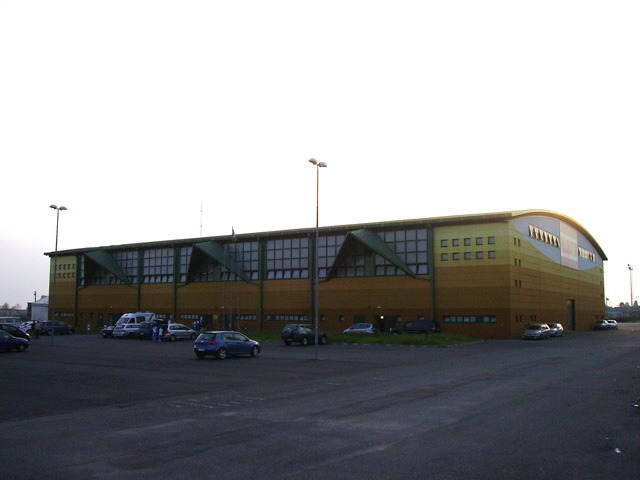
Il Palacittà

Questa struttura eretta nel 2003 ospita ogni anno le gare di cavalli e alcuni concorsi ippici in occasione della rassegna Travagliatocavalli.

#### Il Palablù

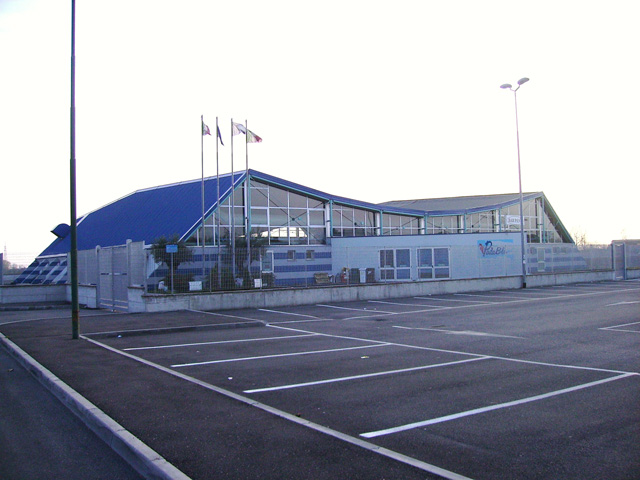
Il Palablu

La piscina comunale porta il nome di "Palablù". Questo edificio nasce nel 2004.

#### Biblioteca comunale (ex Ospedale Vantiniano)

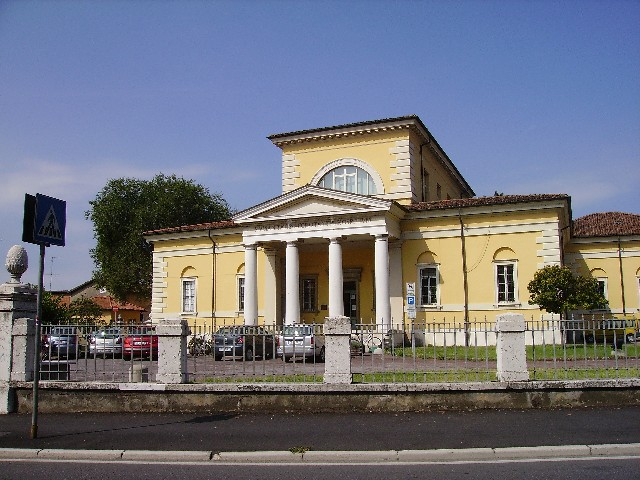
Ex Ospedale

Il palazzo dell'ex ospedale, progettato ed edificato dall'architetto Rodolfo Vantini nel XIX secolo a imitazione delle innumerevoli ville veronesi e vicentine di Andrea Palladio, ospita ora la biblioteca comunale, la sala studio "Vantini" e diverse associazioni. Lo si può trovare nel "Piazzale Ospedale" a nord del paese sulla strada che porta verso Ospitaletto.
Nel 1821 la signora Caterina Golini lasciò le sue sostanze per l'edificazione di un ospedale per infermi; fu la prima di una lunga serie di benefattori dell'ospedale.
La commissione delegata alla fabbrica, presieduta dall'arciprete Giacomo Bonomi, fece istanza al governo austriaco per il permesso e nel 1823 incaricò del progetto il già noto architetto Vantini, allora solo trentaduenne, ma in piena attività con la costruzione del cimitero monumentale di Brescia (il Vantiniano).
Il Vantini sottopose alla commissione tre successivi progetti, adeguandoli alle richieste e alle osservazioni sia della commissione travagliatese che dei funzionari tecnici del governo austriaco.
Per quanto riguarda la facciata, la differenza progettuale era minima e sostanzialmente non ha subito ripensamenti, a dimostrazione della volontà di qualificare l'edificio con una decisa monumentalità, accentuata dall'imponente pronao colonnato di ordine dorico greco.
Nella terza proposta il cortile diventa un importante elemento pratico ed architettonico: viene circondato da un imponente colonnato aperto verso l'interno.
Nel progetto definitivo inoltre è sparita la cosiddetta "attica" (muro posto a mascherare le falde del tetto), sostituita da un elegante cornicione sagomato a sbalzo.
Gli altri porticati sono stati chiusi quasi tutti per ricavare vani, lasciando però almeno in evidenza il disegno esterno del colonnato. Restano intatti il nicchione centrale ed un tratto del portico originale, per ora ancora aperto; (c'era una vetrata, ora caduta).
L'inizio dei lavori di costruzione si conclusero dopo 13 anni e il collaudo avvenne il 26 marzo 1837 ad opera di due ingegneri: Francesco Corbolani e Luigi Donegani.
Questa istituzione è stata poi custodita dalle suore Ancelle della Carità, qui accompagnate di persona dalla loro fondatrice: santa Maria Crocifissa Di Rosa. Sempre presenti anche durante le calamità che colpirono il paese, curarono i malati durante l'epidemia di colera del 1867 e di vaiolo del 1905.
Il medico francese Alphons Bertérand durante la campagna del 1859 fece ricoverare qui i feriti e ammalati francesi reduci dalla battaglia di Solferino e San Martino.

#### Il Cimitero Vantiniano
Il cimitero si trova in via San Francesco d'Assisi ed è opera di Rodolfo Vantini.
La data della sua edificazione risale allo stesso periodo di quella dell'ex ospedale; pressappoco 1823-25.
La facciata è interamente in marmo bianco di Carrara ed in pianta si presenta simmetrico come del resto tutto il complesso del campo.
L'ingresso principale è costituito da quattro colonne di ordine dorico che sostengono un frontone alla cui sommità vi è eretta la parola: RESURRECTIO, ovvero "resurrezione".
Al centro del camposanto si erge una piccola chiesetta sempre dello stesso stile neoclassico.
La sua pianta rettangolare è molto semplice e vi sono seppelliti più di trenta parroci travagliatesi.

#### Villa Legrenzi-Aquilini
Questo edificio, anch'esso edificato nella prima metà del Ottocento, è un altro esempio di struttura vantiniana.
È notabile la facciata interna, non visibile dalla strada a causa della grossa muraglia, sempre con portico architravato con colonne doriche in marmo e galleria finestrata superiore.
È evidente anche la forte riquadratura della facciata con lesene proseguenti la linea delle colonne (come nel Palazzo Gobbi di via Ziliani).
Da rimarcare anche il piccolo me elegante affaccio sulla via Solferino, con esedra e cancello sul lato opposto della strada a riscontro scenografico del portone, e le eleganti anfore in pietra della cinta del giardino, con finto fogliame in ferro battuto.

#### Palazzo delle Scuole Elementari
Il palazzo delle scuole elementari nasce nel 1932 grazie al lavoro dell'ingegner Giovanni Capitanio.
In quell'epoca gli edifici pubblici fecero veramente un salto di qualità e segnarono di vistosa presenza, oltre che le grandi città, Roma per prima, anche i centri minori e addirittura i centri piccoli e minimi.
L'impronta del ventennio fascista è invece criticabile nei grandiosi interventi urbanistici, che col pretesto del risanamento igienico, aprirono squarci in numerosi centri storici, lasciando nuove vie e soprattutto nuove piazze per lo più fredde e prive di vita, anche se monumentali.
L'incarico dell'ing. Giovanni Capitanio fu deliberato il 2 luglio 1927. Le varie e complicate fasi per l'espletamento della pratica portarono più lontano nel tempo l'inizio dei lavori che infatti avvenne il 21 gennaio 1933.
La mancanza di aree centrali nel paese per edificare il complesso portarono alla scelta di avviare i lavori nella zona nord del paese che presentava una posizione ottimale e accessibile.
La zona, allora, si presentava totalmente aperta verso i campi. Sulla sinistra imperava possente la mole imponente dell'ospedale Vantiniano e sulla destra i campi che si prolungavano a perdita d'occhio fino ai monti.
Il progettista, coerentemente con la sua formazione tecnica soprattutto classica, studia un corpo di fabbricato a U, totalmente simmetrico: la facciata principale lunga 104 metri e orientata a Sud è completata a destra e a sinistra da due bracci simmetrici rivolti a nord, che chiudono il cortile posteriore.
Sempre a Sud, di fronte alla facciata, viene creato un grande giardino con tre ingressi pedonali rivolti verso il paese.
La distribuzione interna è di grande e studiata semplicità: il piano rialzato è riservato ai maschi, con otto aule e ingresso alunni; al primo piano vi sono le aule femminili in simmetria con il fabbricato sottostante.
Atrio e scalone sono la parte più scenografica del complesso, secondo una concezione ancora ottocentesca degli edifici pubblici: i soffitti portano una discreta decorazione pittorica con motivi geometrici.
Dopo l'ospedale Vantiniano (1840), a distanza di quasi un secolo (1932), un grande edificio veniva a caratterizzare il paese di Travagliato.
Per l'epoca la costruzione delle scuole elementari dovette davvero essere un avvenimento, oltre che una desiderata fonte di lavoro.
Dal punto di vista urbanistico una massiccia barriera veniva posta a sbarrare tutto il lato nord del paese caratterizzandolo definitivamente. Una facciata di 104 metri e alta 12 non è certo un piccolo problema: la soluzione di una simile massa è stata ottenuta con la suddivisione in cinque parti e l'accentuazione delle fasce finestrate.
Un'ottica lievemente mossa da piccoli pilastrini copre le falde del tetto e chiude come elemento unificante tutto il perimetro delle facciata, interrotta solo dal corpo centrale. Non mancano i fasci littorii a connotare l'opera della costruzione.
La totale simmetria è, come già detto, una caratteristica dell'epoca, che pur accettando innovazioni tecniche e funzionali, non riesce a liberarsi di questo dogma ottocentesco.

#### Palazzo Rota-Mazzocchi
Questo grande edificio, che con i rustici annessi costituisce un intero isolato del paese racchiuso dalla via 26 aprile, dal vicolo Ruscello e dalla piazza Cavour, meriterebbe una notorietà certo maggiore.
La sua imponenza purtroppo è limitata visualmente dalla stretta strada che la fronteggia, la via 26 aprile (prima via Seriola, poi via 28 ottobre).
Questa limitazione impedisce di cogliere le grandi proporzioni del palazzo che risalirebbero in pieno se fosse fronteggiato da uno slargo o da una piazza.
La data di edificazione si aggira intorno alla seconda metà del Settecento, più precisamente nel 1768.
La famiglia Rota, di origini bergamasche, faceva parte di quelle famiglie possidenti ed istruite che davano uomini al clero, alle armi e alle professioni. I Rota travagliatesi erano particolarmente benestanti per permettersi una simile grande costruzione.
Il palazzo vero e proprio, dalla classica forma a C, con ingrasso nella via suddetta, è costituito da un corpo principale elevato dal grande salone centrale e da due ali più basse simmetriche che si affacciano sul giardino, perché la fitta vegetazione piena di pini e magnolie, è miseramente scomparsa alla fine degli anni cinquanta.
L'elemento più notevole dell'edificio è il porticato d'ingresso, visibile dalla strada attraverso una semplice portale ad arco.
Le numerose stanze, poste a vari livelli anche sfalsati, coperte con soffitti piani, non hanno particolari notevoli, ad eccezione del grande salone centrale del primo piano coperto a botte.
Di questo edificio, che immeritatamente è il meno noto dei palazzi travagliatesi, è doveroso auspicare una lunga durata nel tempo e il ripristino del giardino padronale per restituire una notevole immagine ad un'intera porzione di abitato.

#### Palazzo Coradelli-Covi
Non è facile stabilire con certezza in quale momento sella storia il palazzo, in via Vittorio Emanuele II, abbia preso il nome di Russia. È possibile ritenere che sia successo nell'immediato dopoguerra, come Corea, Stati Uniti, o Piccolo Giappone, altri nomi dati a quartieri di Travagliato sull'onda delle definizioni popolari influenzate da avvenimenti storici.
È accertato che i primi proprietari del palazzo furono i Coradelli, antica famiglia derivata dai Ducco, feudatari di Trenzano.
In documenti antichi i Coradelli vengono spesso chiamati de Coradelli de Duchis e molti membri della famiglia portano il nome di Gianducco. Sono nobili di campagna, sacerdoti, medici, militari, con discrete proprietà terriere fra Maclodio, Trenzano e Travagliato.
Sulla facciata del palazzo si vede inciso: A.D. MCLXXXIIII (Anno del Signore 1584).
Dopo oltre cent'anni Camillo Coradelli lasciò i suoi beni a Vincenzo, Camillo e Lorenzo Covi, nel primo Settecento. Anche i Covi, di origine antica bergamasca, erano nobili terrieri di non alto livello se paragonate alle alte famiglie bresciane (Martinengo, Calini, Lechi, ecc.).
In una mappa del 1840, recentemente ritrovata, l'attuale via Vittorio Emanuele è chiamata ancora contrada Covi, anche se, a quell'epoca, la Russia era già stata ceduta dagli eredi dei Covi, i marchesi Guerrieri di Mantova, alla famiglia Zucchetti di Travagliato.
I palazzi in realtà sono due, con caratteristiche molto diverse fra loro, uniti da un corpo rustico.
Il primo edificio ha la facciata sulla via Vittorio Emanuele, caratterizzata da grande semplicità, con piccole finestre molto alte da terra senza contorni. Notevole invece il contorno del portone in marmo bugnato, con arco a tutto sesto, sovrastato da un balconcino con mensole in marmo di Botticino e ringhiera curvilinea. Molto più interessante il prospetto interno sul cortile il cui elemento predominante è il porticato a quattro archi, disuguali e ribassati, sostenuti da eleganti colonne tuscaniche in Botticino.
Il soffitto è a volta a crociera e al piano terra vi sono tre saloni a volta. Nel terzo salone è ancora presente un grande camino a cornice e i resti della forte cornice a mensoloni del tetto, di alcuni contorni marmorei veramente di buon livello e lo scalone ampio e scenografico, testimoniano la volontà di adeguarsi a tipologie importanti. Di interesse storico è anche il pozzo situato sotto il porticato.

#### Palazzo Verduro
È storicamente certo che il nome del costruttore del palazzo è sicuramente Gerolamo Verduro.
Verduro apparteneva ad una famiglia possidente di Travagliato, della quale esistono tracce antiche nelle vicende del paese.
Dopo il soggiorno romano in Città del Vaticano, Gerolamo era ritornato a Travagliato dove ai primi del Seicento aveva intrapreso la costruzione della propria casa, appunto il palazzo Verduro.
Vi è una data certa, scoperta nel recente restauro, della conclusione dei lavori di costruzione: sulla facciata sud, verso il cortile, sotto un intonaco recentemente eliminato, è apparsa una targa che riporta questa scritta:
Data probabilmente di un restauro eseguito da un successore, dato che il Canonico era già deceduto.
Con ogni probabilità il palazzo Verduro, con i suoi grandi rustici annessi, era l'ultimo edificio del paese sulla via di Chiari.
Da ogni lato solo i campi coltivati: a nord le Gabbiane, a ovest sola Santa Maria dei Campi e le cascine Ca Brusada e Tre Camini, a sud il grande prato in seguito Breda, Ziliani, poi Gobbi.
Vi è un'ipotesi molto attraente; sul luogo sulla quale sorge il palazzo, e poi inglobata in esso, sorgesse una grossa torre (anni 1300-1400) di sorveglianza sulla importante via che univa Chiari a Brescia, passando da Travagliato.
Colpisce, a prima vista, l'impressione di forza e imponenza del blocco principale: un alto rettangolo massiccio diviso in due dalla linea della torre leggermente sporgente sulla facciata.
La parte finale della torre emerge con decisione dalla copertura del palazzo ed è chiusa da una forte cornice a mensoloni di mattoni.
Le facciate principale hanno finestre strette ed alte e piuttosto rade: le parti piene prevalgono sui vuoti, con un effetto più di fortezza che di abitazione civile.
Colpisce l'assenza di porticato ad archi sul cortile, elemento che è tanto comune nei contemporanei palazzi nel Bresciano: è possibile che il soggiorno romano di Verduro abbia influenzato il progetto.
Al piano terra vi sono sei stanze, tre a sinistra e altrettante a destra della torre-scalone che le divide. Le stanze di destra sono basse e massicce, parte di un edificio più antico (1500), e fra esse vi è quella che si può definire "garibaldiana": infatti il dott. Francesco Ziliani reduce dei Mille, fece decorare il soffitto con simboli militari e nomi delle tappe vittoriose della famosa spedizione.
Nella sala più importante del palazzo tutto questo diventa quasi secondario a paragone del grandioso camino cinquecentesco, del tipo zappa di leone, sovrastato da una cappa in stucco di altissimo livello plastico e decorativo, che arriva fino al soffitto, e dunque alta oltre cinque metri. Vi è rappresentata tutta la carriera del canonico Verduro e la glorificazione dei due papi che lo ebbero a servizio.
Il Palazzo Verduro è un ottimo, anche se abbastanza atipico, esempio di dimora cinquecentesca: il restauro effettuato ha avuto in ogni caso il merito di conservare quanto esisteva e di salvarlo per i secoli futuri senza stravolgerlo.

#### Palazzo Gobbi (Ex Ziliani)
Questo notevole complesso, il più scenografico di tutto il centro storico travagliatese, meriterebbe uno studio più approfondito.
L'anno di costruzione è con certezza il 1820, ma le caratteristiche stilistiche e planimetriche richiamano ancora il Settecento.
È un caso di cortile padronale completo, con ali scenografiche e porticate e con ingresso monumentale dalla strada.
L'edificio principale ha al piano terra un portico di ben otto arcate su colonne marmoree e la facciata riporta un delicato gioco di riquadrature con lesene verticali e fasce orizzontali.
A tanta ricchezza esterna fa riscontro una notevole semplicità interna, data da un monotono susseguirsi di grandi stanze comunicanti con la galleria, apparentemente prive di elementi decorativi.
Notevole il portale d'ingrasso dalla strada, stilisticamente molto ricco anche se eseguito con materiali poveri.
La famiglia Ziliani, che possedeva anche l'ex Palazzo Verduro, edificò qui questa dimora e quella ora Bignotti, sempre in via Francesco Ziliani.

#### Palazzo Rampinelli
Lo si può trovare in via Santa Caterina da Siena.
Qui nacque e abitò Ludovico Rampinelli, amico di Tito Speri e con lui volontario durante la prima campagna per l'indipendenza nel 1848-49.
Dalla data trovata incisa su un mattone si ricava l'epoca di costruzione: 18 gennaio 1675. Ora il mattone è stato murato in una parete sita sotto il porticato della facciata sud.
L'edificio, dalla classica forma a C, presenta la facciata nord, sulla via Santa Caterina, piuttosto severa e compatta senza particolari segni architettonici ad eccezione del portale d'ingrasso a tutto sesto in marmo di Botticino.
Sempre sulla strada si nota il grande finestrone della cinta del parco con inferriata curvilinea. Il grande portone in legno è ancora quello originale con inserita una piccola porta pedonale.
La facciata sud è la parte più ricercata e notevole, con un portico di cinque campate a colonne toscane in marmo, archi ribassati e soffitto a crociere.
La parte di facciata sovrastante gli archi è molto elaborata, caratterizzata da una spartizione con fasce e lesene in intonaco rilevato che arriva fino al sottotetto.
I due corpi avanzati ai lati del portico sono disuguali e piuttosto semplici.
Non vi è cornicione di coronamento a mensole come in molti edifici dell'epoca, ma soltanto una semplice gronda in travetti in legno.
Questo edificio è ritenuto in sostanza una "dimora di campagna" più che un palazzo: infatti manca di ogni pretesa di grandiosità a beneficio però di una comoda abitabilità, con spazi larghi ma ancora a misura d'uomo.

#### Palazzo Donina (Ex Corniani)
Lo si può trovare in via Guglielmo Marconi. È uno dei numerosi palazzi ad essere stati edificati dal Vantini fra il 1820 e il 1850.
Questo è l'esempio più imponente e forse l'unico per il quale si può ragionevolmente ipotizzare l'intervento del Vantini (richiama, con una certa modestia, la facciata del Palazzo Tosio di Brescia).
Il Vantini, al momento della progettazione dell'ospedale, venne sicuramente in contatto ed in amicizia con il dott. Corniani, membro del comitato dell'Ospedale stesso e rappresentante di una famiglia notabile, costruttrice anche del vicino Palazzo Corniani di via Mandorle, anch'esso con decise caratteristiche neoclassiche e in particolare vantiniane.
Si noti però che il primo edificio ha il portico interno ad archi con una loggia soprastante sempre ad archi, con pilastroni in muratura, mentre il secondo ha il porticato architravato e con belle colonne doriche, in marmo, con soprastante galleria finestrata.
Da notare il fine disegno del portale e della porta piccola del Palazzo Donina, sulla via Marconi, e l'elegante contorno delle finestre, eseguito però in malta ad imitazione del marmo (caso molto comune di risparmio senza perdita di eleganza).

#### Palazzo Averolda
La località chiamata Averolda, posta sulla strada per Brescia, nelle vicinanze dei Finiletti, fino a pochi anni fa si presentava come una proprietà completamente agricola: grandi campi, una rete di fossi d'irrigazione e filari di alberi.
Apparteneva totalmente all'ospedale di Brescia come tante altre proprietà sparse nella provincia, soprattutto nella Bassa.
Negli anni scorsi, con un processo che è tuttora in atto, il Comune ha individuato in questa zona la possibilità di espansione delle attività artigianali.
Il nome "Averolda" rimanda senz'altro al nome dei fondatori e antichi proprietari, gli Averolda.
Questa famiglia apparteneva da secoli alla più ricca e distinta aristocrazia cittadina, nei suoi vari rami proprietaria di grandi estensioni di terreni, di edifici agricoli e palazzi.
Questa palazzina è in una situazione un po' particolare; sorge fuori dal centro storico e molto isolata nella grande distesa di campi visibile tuttora.
Il complesso è composto da due edifici; uno palazzo e l'altro cascina.
È interessante notare che assomiglia in tutto e per tutto ad una vera e propria azienda agricola novecentesca, con la villa di piccole dimensioni nettamente distinta dalle attività agricole, probabilmente mai dotata di grande parco o giardino.
L'edificio è stato edificato alla metà dell'Ottocento con notevoli richiami allo stile neoclassico, in questo periodo già in via di superamento.
Effettivamente in alcuni particolari non manca il richiamo alle identiche finestre dell'Ospedale Vantiniano.
La facciata, rivolta a sud, è caratterizzata dal piccolo portico a tre arcate sostenute da pilastri in marmo di Botticino di elegante disegno.
Tre delle quattro facciate sono completamente simmetriche e studiate nella regolarità delle finestrature.
Nulla di notevole è presente all'interno: al piano terra vi sono quattro salette quadrate con al centro uno scaloncino con la presenza di gradini e al primo piano stanze da letto e infine il solaio.
Nonostante l'attuale stato di decadenza della palazzina, è un bene che nessuno negli anni abbia posto mano ai "restauri" con più o meno buone intenzioni. Ci è rimasto così un edificio intatto nell'aspetto e facile da recuperare anche nelle particolarità costruttive che si considerano non meno importanti dell'aspetto estetico-architettonico.

#### Palazzo Martinengo-Cadeo
Palazzo Martinengo Cadeo, in via Napoleone all'angolo con via San Rocco. Attualmente (2010) è di proprietà privata. Il 17 giugno 1859 Vittorio Emanuele II, futuro re d'Italia, giunto da Castegnato incontrò l'imperatore francese Napoleone III proveniente da Calcio.

#### Altri edifici ad uso civile
- Teatro Comunale Pietro Luigi Micheletti, in via Vittorio Emanuele II.
- Palazzo del Comune, in piazza Libertà

### Altri luoghi d'interesse

#### Piazza Libertà

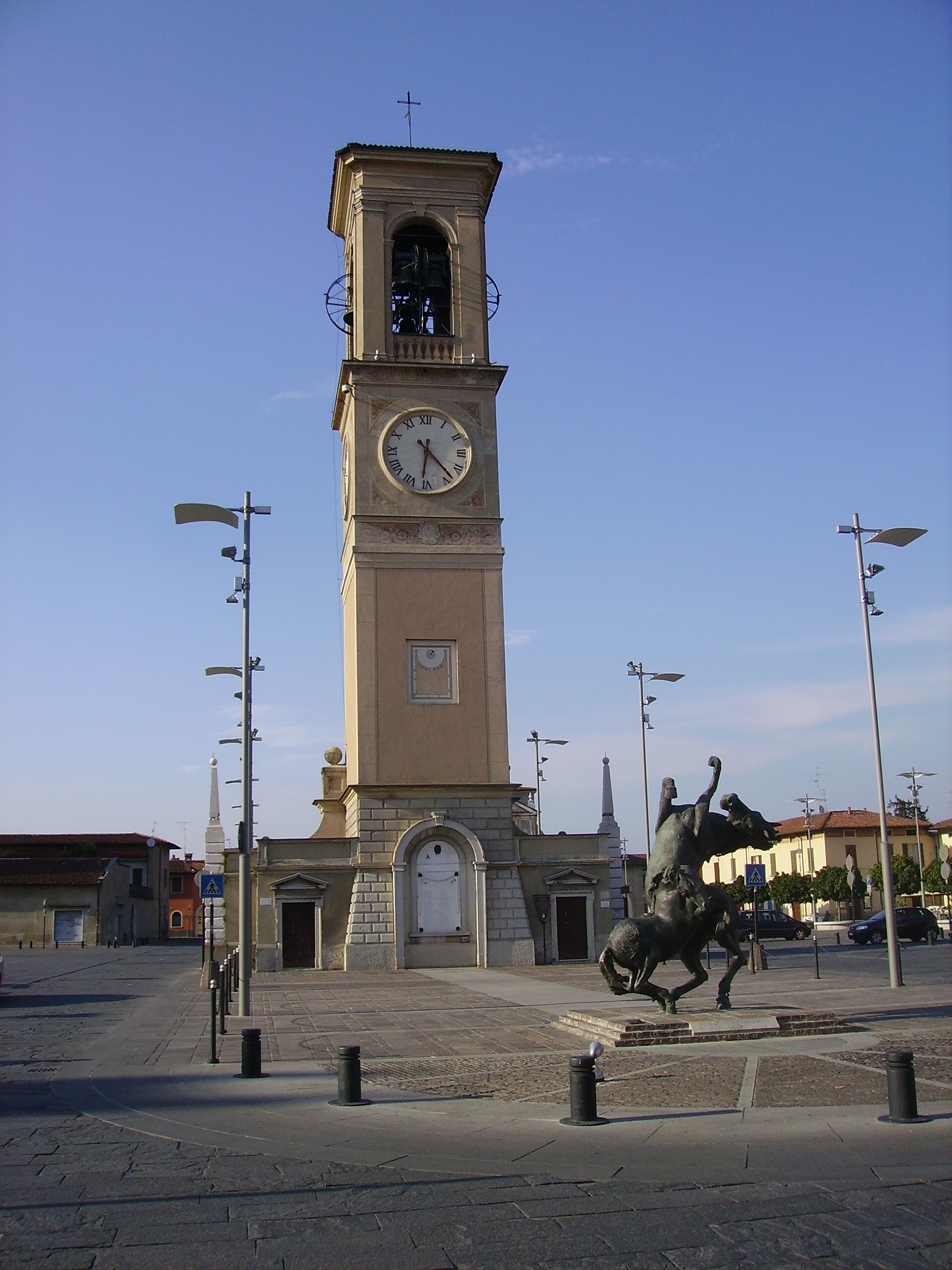
La Torre in piazza Libertà

Presenta una pianta rettangolare nella quale si affacciano monumenti di epoca trecentesca, barocca, barocchetta e tardo rinascimentale quali la chiesa di Santa Maria del Suffragio, edificata dalla confraternita dei Suffraganti, la chiesa di Lourdes, edificata dall'ordine dei flagellanti è una delle più antiche assieme a quella di Santa Maria dei Campi, il duomo dei Santi Pietro e Paolo ed il Palazzo del Comune.
Un tempo la piazza era circondata da giardini e aiuole colme di fiori, di verde e di pini secolari. Tra il 1999 e il 2001 venne riprogettata dall'architetto svizzero Mario Botta.
Al centro di essa svetta imponente la torre campanaria. Lo stile e la sagoma sono semplici e non sembra richiamare epoche molto remote. Con la sua altezza di 36 metri è la torre principale del paese e per diversi anni ha dovuto sopportare le ferite che la seconda guerra mondiale le aveva inflitto. Oggi è ritornata al suo antico splendore con la sostituzione del vecchio orologio, ora collocato nel Museo delle Quattro Torri, e con l'aggiunta della meridiana solare; successivamente sono stati rimpiazzati i vecchi numeri che indicavano le ore con quelli romani.
Intorno agli anni settanta e ottanta di fronte alla torre zampillava una fontana ornata di aiuole ora sostituita dal monumento simbolo per eccellenza di Travagliato: il cavallo.

#### Monumento ai caduti

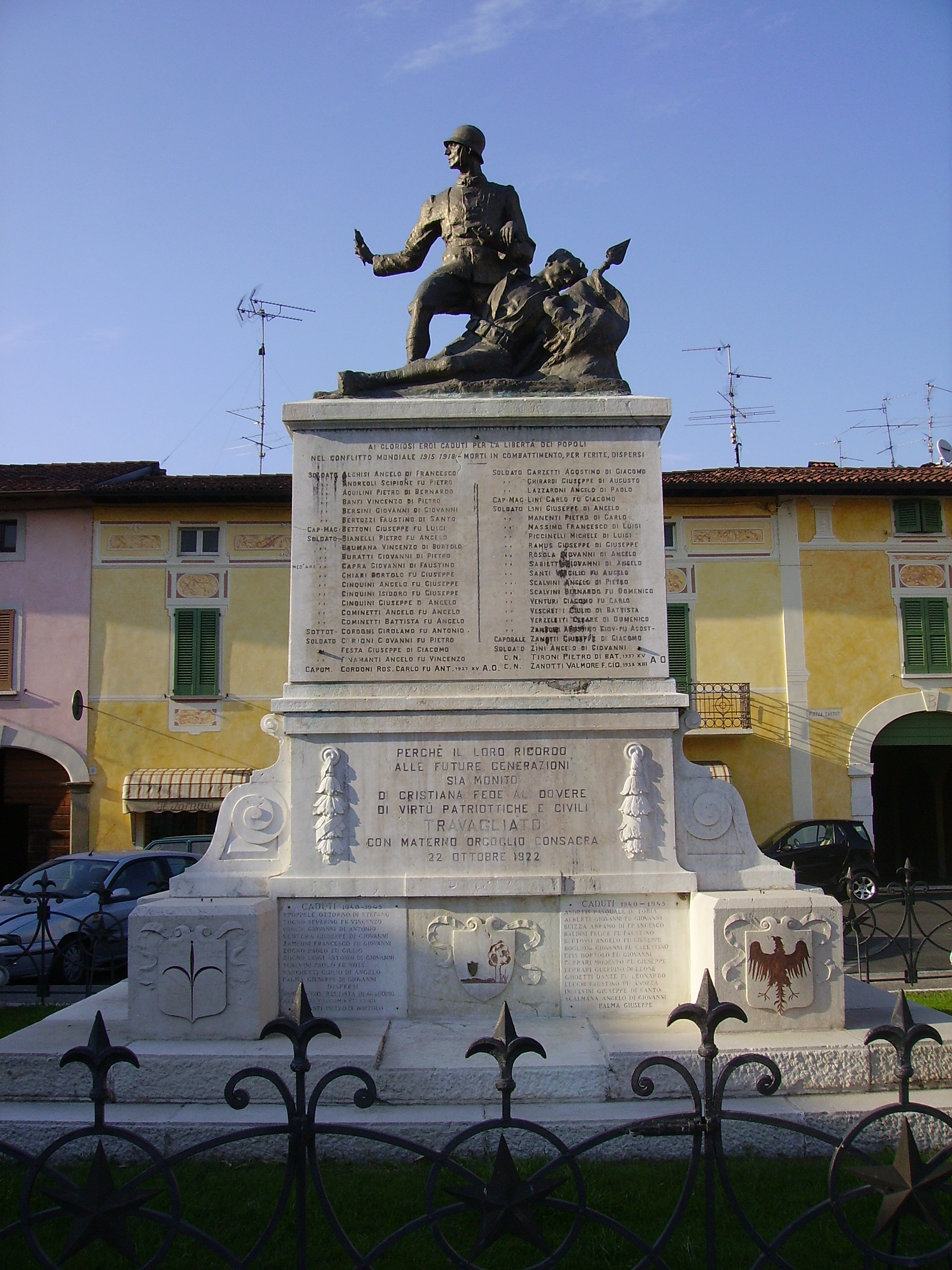
Monumento ai Caduti

Il Monumento ai caduti e ai dispersi della prima guerra mondiale è situato in piazza Cavour e fu eretto nel 1922. Fatto in bronzo, raffigura un cappellano militare che protende la croce sul soldato morente.
Nel 1925 i nomi dei caduti furono scolpiti nel marmo sulla facciata della cappella del cimitero e sulla torre civica in piazza Libertà.

## Società

### Evoluzione demografica
Abitanti censiti

### Istituzioni, enti e associazioni

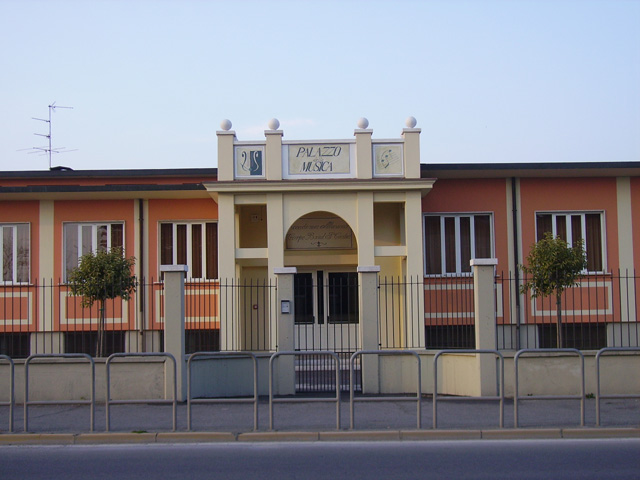
Il Palazzo della Musica

Il Corpo bandistico di Santa Cecilia è stato fondato nel 1845 e ha sede nel Palazzo della Musica. L'edificio, che ospita l'Accademia musicale, è di proprietà del Corpo bandistico e comprende una seconda ala nella zona retrostante che funge da sala prove e teatro.
L'Associazione culturale "Giulio Bruno Nicolini" è attiva dal 2011 su iniziativa dell'ex sindaco travagliatese da cui prende il nome. Gestisce un "Centro Studi" dove i ragazzi in età scolare possono accedere per lezioni di recupero individuali. L'Associazione opera presso "La Casa degli Alpini" di Travagliato in via Lograto 3.

## Cultura

### Film documentari e televisione
Parte del film Quando sei nato non puoi più nasconderti, diretto nel 2005 da Marco Tullio Giordana è stato girato a Travagliato.

### Il Museo delle Quattro Torri
Nell'anno 2002 il Comune diventa proprietario della raccolta di un appassionato collezionista di strumenti musicali meccanici, Adolfo Staffoni. La collezione include numerosi reperti, di cui alcuni risalenti agli ultimi decenni dell'Ottocento quali organetti, organi, organi da strada, piani, autoti, fino agli ultimi registratori degli anni cinquanta.
La raccolta comprende inoltre numerosi fonografi e grammofoni noti con la fattura di: La Voce del Padrone o, in originale, His Master's Voice (HMV), un'importante etichetta discografica del XX secolo nata nel 1899. Allestito nel salone posto all'ultimo piano dell'ex Ospedale, il Museo Musicale Quattro Torri è stato curato dalla Pro Loco di Travagliato per alcuni anni. In seguito alla destinazione ad altro uso dei locali, il museo è stato chiuso, ne è comunque prevista la riapertura in una nuova sede.

## Infrastrutture e trasporti
Fra il 1928 e il 1954 a Travagliato fu attiva una stazione lungo una deviazione appositamente realizzata della tranvia Brescia-Soncino.

## Amministrazione
| Periodo           | Periodo           | Primo cittadino       | Partito | Carica  | Note   |
| ----------------- | ----------------- | --------------------- | ------- | ------- | ------ |
| 1970              | 14 settembre 1981 | Giulio Bruno Nicolini | DC      | Sindaco | [ 14 ] |
| 14 settembre 1981 | 2 giugno 1985     | Aurelio Bertozzi      | DC      | Sindaco |        |
| 2 giugno 1985     | 10 ottobre 1987   | Angelo Lino Lumini    | DC      | Sindaco |        |
| 10 ottobre 1987   | 21 luglio 1991    | Domenico Paterlini    | DC      | Sindaco |        |
| 21 luglio 1991    | 24 aprile 1995    | Gianluigi Buizza      | DC      | Sindaco |        |

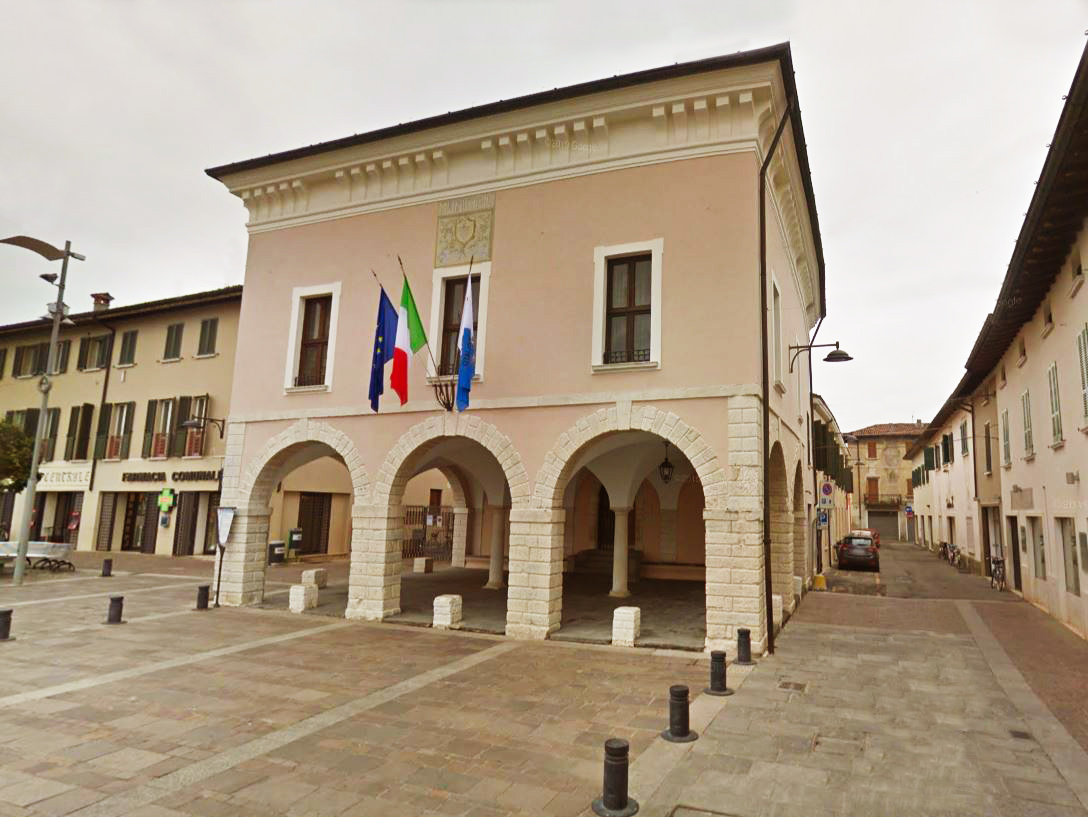
Il municipio di Travagliato.

Di seguito l'elenco dei sindaci eletti direttamente dai cittadini (dal 1995):
| Periodo         | Periodo         | Primo cittadino                | Partito                | Carica      | Note   |
| --------------- | --------------- | ------------------------------ | ---------------------- | ----------- | ------ |
| 24 aprile 1995  | 14 giugno 1999  | Aurelio Bertozzi               | lista civica di centro | Sindaco     |        |
| 14 giugno 1999  | 6 novembre 2007 | Domenico Paterlini             | Casa delle Libertà     | Sindaco     | [ 16 ] |
| 6 novembre 2007 | 15 aprile 2008  | Attilio Visconti               |                        | Commissario |        |
| 15 aprile 2008  | 27 maggio 2013  | Dante Daniele Buizza           | PD                     | Sindaco     |        |
| 27 maggio 2013  | 21 maggio 2014  | Renato Pasinetti               | Lega Nord              | Sindaco     | [ 17 ] |
| 21 maggio 2014  | 1º giugno 2015  | Salvatore Rosario Pasquariello |                        | Commissario |        |
| 1º giugno 2015  | in carica       | Renato Pasinetti               | Lega Nord              | Sindaco     |        |

### Gemellaggi
- Beaufort-en-Vallée, dal 2002[18]

## Sport
Nel paese sono presenti due squadre calcistiche l'USD San Michele e l'ASD Virtus Aurora. Il San Michele Travagliato, fondato nel 1990 e di proprietà della parrocchia, ha come colori sociali il bianco e azzurro e nello stemma richiama l'atto dell'arcangelo Michele, suo simbolo, che domina sul diavolo. L'USD San Michele è anche costituita da squadre di pallacanestro e di pallavolo. In contrapposizione la Virtus Aurora ha come colori tradizionali il rosso e come simbolo il diavolo, da cui proviene il soprannome attribuitogli "le furie rosse". La Virtus è la rifondazione recente della vecchia società calcistica Aurora Travagliato fondata nel 1919.
Originari di Travagliato sono i fratelli calciatori Baresi, Franco Baresi, Giuseppe Baresi e Angelo Baresi che hanno giocato nella squadra di San Michele Travagliato.